# XV Giochi panamericani
I XV Giochi panamericani si disputarono a Rio de Janeiro, Brasile, dal 13 al 29 luglio 2007 e videro la partecipazione di 42 paesi, impegnati in 41 diverse discipline sportive.
Alla manifestazione sono stati anche affiancati i III Giochi Para-Panamericani dedicati agli atleti disabili, che si sono svolti dal 13 al 19 agosto 2007.

## Programma

### Sedi di gara
L'organizzazione dei Giochi ha diviso gli impianti in quattro gruppi relativamente alla zona della città in cui sono situati:
- Barra
  - Club Marapendi - Tennis
  - Complesso Cidade dos Esportes - Pallacanestro, Ciclismo su pista, Ginnastica artistica, Nuoto, Nuoto sincronizzato, Pattinaggio di velocità, Tuffi
  - Monte di Outeiro - Ciclismo (Mountain bike e BMX)
  - Complesso sportivo Riocentro - Badminton, Pugilato, Scherma, Calcetto, Ginnastica ritmica, Trampolino elastico, Pallamano, Jūdō, Sollevamento pesi, Lotta, Taekwondo, Tennistavolo
  - Cidade do Rock - Baseball, Softball
  - Bowling Barra - Bowling
  - Centro Zico - Calcio
- Deodoro
  - Complesso sportivo Miécimo da Silva - Karate, Calcio, Pattinaggio artistico, Squash
  - Complesso sportivo Deodoro - Equitazione, Hockey su prato, Pentathlon moderno, Tiro, Tiro con l'arco
- Maracanã
  - Stadio João Havelange - Atletica leggera, Calcio
  - Complesso sportivo del Maracanã - Calcio, Pallanuoto, Pallavolo
- Pao de Açúcar
  - Marina da Glória - Vela
  - Parco do Flamengo - Atletica leggera, Ciclismo su strada
  - Spiaggia di Copacabana - Triathlon, Beach volley, Maratona acquatica
  - Stadio del canottaggio della laguna - Canottaggio, Kayak
  - Club Caiçaras - Sci acquatico

### Logo

Il logo ufficiale dei Giochi

### Mascotte

La mascotte Cauê

## I Giochi

### Sport
Ai giochi sono state presenti competizioni relative a 40 diversi sport:
- Atletica leggera
- Badminton
- Baseball
- Beach Volley
- Bowling
- Calcio a 5
- Calcio
- Canottaggio
- Canoa/kayak
- Ciclismo
- Equitazione
- Ginnastica artistica
- Ginnastica ritmica
- Hockey su prato
- Judo
- Karate
- Lotta
- Nuoto
- Nuoto sincronizzato
- Pallacanestro
- Pallamano
- Pallanuoto
- Pallavolo
- Pattini a rotelle
- Pentathlon moderno
- Pugilato
- Scherma
- Sci nautico
- Softball
- Sollevamento pesi
- Squash
- Taekwondo
- Tennis
- Tennistavolo
- Tiro
- Tiro con l'arco
- Trampolino elastico
- Triathlon
- Tuffi
- Vela

## Medagliere
| #      | Nazione              | Oro | Argento | Bronzo | Totale |
| ------ | -------------------- | --- | ------- | ------ | ------ |
| 1      | Stati Uniti          | 97  | 88      | 52     | 237    |
| 2      | Cuba                 | 59  | 35      | 41     | 135    |
| 3      | Brasile              | 52  | 40      | 65     | 157    |
| 4      | Canada               | 39  | 44      | 55     | 138    |
| 5      | Messico              | 18  | 24      | 31     | 73     |
| 6      | Colombia             | 14  | 20      | 13     | 47     |
| 7      | Venezuela            | 12  | 23      | 35     | 70     |
| 8      | Argentina            | 11  | 16      | 33     | 60     |
| 9      | Rep. Dominicana      | 6   | 6       | 17     | 29     |
| 10     | Cile                 | 6   | 5       | 9      | 20     |
| 11     | Ecuador              | 5   | 4       | 10     | 19     |
| 12     | Porto Rico           | 3   | 6       | 12     | 21     |
| 13     | Giamaica             | 3   | 5       | 1      | 9      |
| 14     | Guatemala (dettagli) | 2   | 3       | 2      | 7      |
| 15     | Bahamas              | 2   | 2       | 3      | 7      |
| 16     | El Salvador          | 1   | 3       | 6      | 10     |
| 17     | Panama               | 1   | 1       | 0      | 2      |
| 18     | Antigua e Barbuda    | 1   | 0       | 2      | 3      |
| 19     | Antille Olandesi     | 1   | 0       | 1      | 2      |
| 20     | Perù                 | 0   | 4       | 8      | 12     |
| 21     | Trinidad e Tobago    | 0   | 1       | 3      | 4      |
| 22     | Uruguay              | 0   | 1       | 2      | 3      |
| 23     | Isole Cayman         | 0   | 1       | 0      | 1      |
| 24     | Nicaragua            | 0   | 0       | 2      | 2      |
| 25     | Barbados             | 0   | 0       | 1      | 1      |
| 25     | Dominica             | 0   | 0       | 1      | 1      |
| 25     | Grenada              | 0   | 0       | 1      | 1      |
| 25     | Guyana               | 0   | 0       | 1      | 1      |
| 25     | Haiti                | 0   | 0       | 1      | 1      |
| 25     | Honduras             | 0   | 0       | 1      | 1      |
| 25     | Paraguay             | 0   | 0       | 1      | 1      |
| 25     | Saint Lucia          | 0   | 0       | 1      | 1      |
| Totale | Totale               | 333 | 332     | 411    | 1076   |